# Nigel
Nigel – miasto w Republice Południowej Afryki, w prowincji Gauteng, na południowy wschód od Johannesburga. 38 318 mieszkańców (2011).